# BATS Exchange
Die BATS Exchange, Inc (auch BATS Trading oder BATS Global Markets) ist ein Betreiber von multilateralen Handelssystemen mit Hauptsitz in Kansas City. Sie wurde auf Initiative der 1999 gegründeten Tradebot Systems Inc. im Juni 2005 eingerichtet, der seit Januar 2006 die BATS-Handelsplattform betreibt.
Der Name BATS leitet sich von der Bezeichnung Better Alternative Trading System ab. 

## Geschichte
Im Juni 2005 wurde BATS gegründet und nahm den ersten Handel im Januar 2006 auf. Im Jahr 2008 schrieb BATS erstmals schwarze Zahlen.
Im Juli 2009 gab BATS bekannt, zukünftig auch im US-Terminmarkt durch den Aufbau einer neuen Optionsbörse aktiv werden zu wollen. Diese soll bereits im ersten Quartal 2010 den Handelsbetrieb aufnehmen und in direkte Konkurrenz zu bisher stark etablierten Optionsbörsen International Securities Exchange und Chicago Board Options Exchange treten.
Am 18. Februar 2011 verkündete BATS die Übernahme von Chi-X Europe. Das gemeinsame Unternehmen soll unter dem Namen BATS Chi-X Europe geführt werden.
Im März 2012 erfolgte der Börsengang am NASDAQ. Jedoch verlor die Aktie wegen technischer Pannen innerhalb kürzester Zeit massiv an Wert. Der Börsengang erfolgte mit einem Ausgabepreis von 16 Dollar, stürzte jedoch wegen Softwarefehlern innerhalb von 900 Millisekunden auf 4¢ ab. Wegen der technischen Probleme konnten auch andere Aktien (unter anderem Apple) nicht mehr gehandelt werden.
Im März 2015 wurde Hotspot FX, der Betreiber eines institutionellen Devisenmarktes, von KCG Holdings übernommen.
2017 wurde BATS Global Markets von Cboe Global Markets übernommen.

## BATS Europe
BATS Europe ist ein Spin-off von BATS Trading und ein Multilaterales Handelssystem, das seit März 2008 entwickelt wurde und im November 2008 den Handelsbetrieb aufgenommen hat. Im März 2009 erreichte BATS Europe einen Handelsanteil am DAX von über 3 Prozent. Mit einem Handelsvolumen von rund 729 Millionen Euro verzeichnete das System am 2. April 2009 seinen bisher stärksten Handelsumsatz.
Seit dem 31. Oktober 2008 wird das Clearing von BATS Trading Europe vom Zentralen Kontrahenten European Multilateral Clearing Facility (EMCF) abgewickelt.
Am 20. Juli 2009 begannen die Tests für einen Darkpool, den BATS Europe zum 7. August 2009 in Betrieb genommen hat. Dieser führt ähnlich dem Darkpool Xetra Midpoint die Kauf- und Verkaufsaufträge unsichtbar in einem separaten Buch und genau zum rechnerischen Mittelpreis zwischen dem jeweils aktuellen Bid und Ask des Hauptmarktes aus.

## Eigentümerstruktur
BATS gehörte einem Konsortium aus Investmentbanken und Brokern. Zu den Hauptanteilseignern zählen Citigroup, Credit Suisse, Deutsche Bank, GETCO, JPMorgan, Lehman Brothers (bis 2008), Lime Brokerage, Morgan Stanley, Merrill Lynch, Tradebot und Wedbush.